# Albert McQuarrie
Sir Albert McQuarrie (* 1. Januar 1918; † 13. Januar 2016) war ein konservativer Politiker der Scottish Conservative Party.

## Leben
McQuarrie besuchte zwei Schulen in Greenock, bevor er am Royal College of Science and Technology, einer Vorläuferinstitution der Universität von Strathclyde, studierte. Er diente im Zweiten Weltkrieg und gründete 1946 das Unternehmen A McQuarrie & Son, das er bis 1988 leitete und das anschließend unter Albert McQuarrie & Associates Ltd firmierte. 2013, im Alter von 95 Jahren, veröffentlichte McQuarrie seine Memoiren.

## Politischer Werdegang
In der Nachkriegszeit wurde McQuarrie Ratsmitglied der Stadt Gourock. Zu den Unterhauswahlen 1966 stellte ihn die Scottish Conservative Party im Wahlkreis Kilmarnock auf. McQuarrie konnte sich jedoch nicht gegen den Labour-Kandidaten Willie Ross durchsetzen. Ein weiteres Mal trat er bei den Unterhauswahlen im Oktober 1974 an, diesmal jedoch im Wahlkreis Caithness and Sutherland. Abermals verpasste er den Einzug in das britische Unterhaus.
Im Wahlkreis Aberdeenshire East gelang ihm bei den Wahlen 1979 ein knapper Sieg vor dem SNP-Kandidaten Douglas Henderson, woraufhin McQuarrie erstmals in das Unterhaus einzog. Vor den Unterhauswahlen 1983 wurde der Wahlkreis Aberdeenshire East aufgelöst und McQuarrie trat in einem der beiden neugeschaffenen Nachfolgewahlkreise, Banff and Buchan, an. Abermals errang er das Mandat gegen Henderson und behielt damit seinen Sitz im Parlament. Bei den Wahlen 1987 unterlag er jedoch dem SNP-Kandidaten, dem späteren First Minister Alex Salmond, und schied aus dem Unterhaus aus.